# Acrolepiopsis
Acrolepiopsis es un género de lepidópteros perteneciente a la familia Acrolepiidae.

## Especies
- Acrolepiopsis assectella Zeller, 1839
- Acrolepiopsis betulella Curtis, 1838
- Acrolepiopsis californica Gaedike, 1984
- Acrolepiopsis caucasica Zagulajev, 1980
- Acrolepiopsis clavivalvatella Moriuti, 1972
- Acrolepiopsis delta (Moriuti, 1961)
- Acrolepiopsis deltoides Gaedike, 1971
- Acrolepiopsis infundibulosa Gaedike & Karsholt, 2001
- Acrolepiopsis issikiella (Moriuti, 1961)
- Acrolepiopsis kostjuki Budashkin, 1998
- Acrolepiopsis liliivora Gaedike, 1994
- Acrolepiopsis marcidella Curtis, 1850
- Acrolepiopsis mauli Gaedike & Karsholt, 2001
- Acrolepiopsis peterseni Gaedike, 1994
- Acrolepiopsis postomacula (Matsumura, 1931)
- Acrolepiopsis sapporensis Matsumura, 1931
- Acrolepiopsis sinense Gaedike, 1971
- Acrolepiopsis sinjovi Gaedike, 1994
- Acrolepiopsis tauricella Staudinger, 1871
- Acrolepiopsis ussurica Zagulajev, 1981
- Acrolepiopsis vesperella Zeller, 1850